# Trisipa
Trisipa (łac. Diocesis Trisipensis) – stolica historycznej diecezji w Cesarstwie rzymskim w prowincji Afryka Prokonsularna, sufragania metropolii Kartagina. Współcześnie w Tunezji. Obecnie katolickie biskupstwo tytularne.

## Biskupi tytularni
| Lp. | Biskup                   | Funkcja                                                    | Od                   | Do               |
| --- | ------------------------ | ---------------------------------------------------------- | -------------------- | ---------------- |
| 1   | István Breyer            | biskup pomocniczy Ostrzyhomia (Węgry)                      | 5 kwietnia 1929      | 13 grudnia 1933  |
| 2   | Joannes Walter Panis     | wikariusz apostolski Manado (Indonezja)                    | 1 lutego 1934        | 23 czerwca 1952  |
| 3   | Adrianus Djajasepoetra   | wikariusz apostolski Dżakarty (Indonezja)                  | 18 lutego 1953       | 3 stycznia 1961  |
| 4   | Michael Joseph Green     | biskup pomocniczy Lansing (USA)                            | 22 czerwca 1962      | 11 marca 1967    |
| 5   | William Michael Cosgrove | biskup pomocniczy Cleveland (USA)                          | 12 czerwca 1968      | 30 sierpnia 1976 |
| 6   | Raymundo Joseph Peña     | biskup pomocniczy San Antonio (USA)                        | 16 października 1976 | 29 kwietnia 1980 |
| 7   | Gérard Tremblay          | biskup pomocniczy Montrealu (Kanada)                       | 20 marca 1981        | 28 września 2019 |
| 8   | Mauricio Landra          | biskup pomocniczy Archidiecezja Mercedes-Luján (Argentyna) | 9 sierpnia 2023      |                  |